# Folar

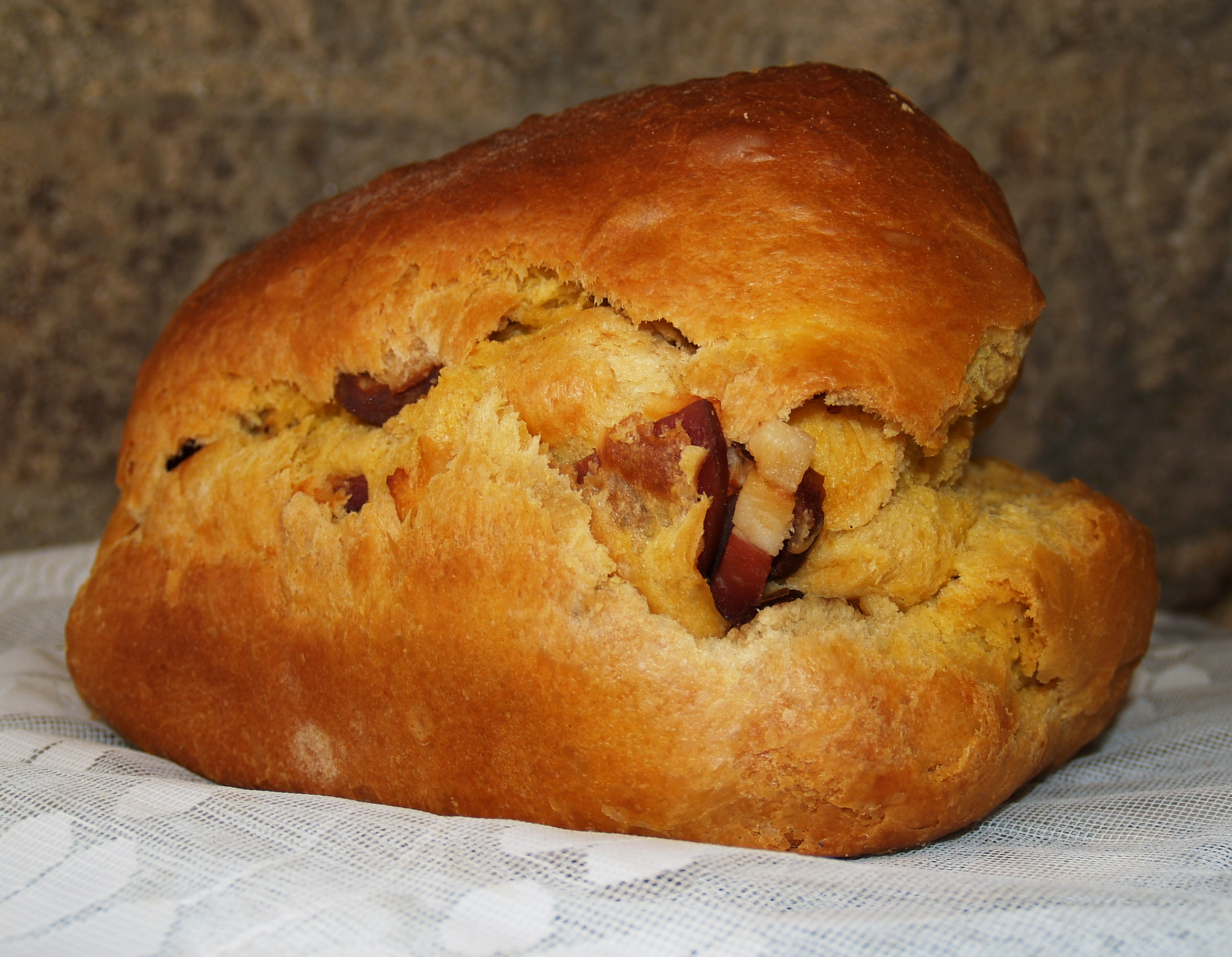
Folar de Chaves

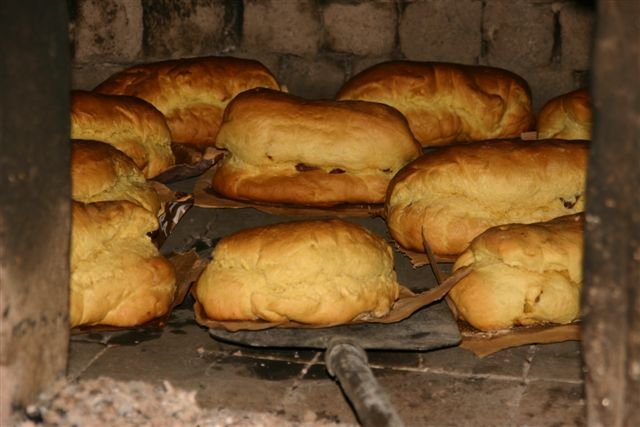
Folar de Chaves im Backofen

Folar ist eine traditionelle portugiesische Festtagsspeise. Die Zubereitung eines Folar ist je nach Region unterschiedlich, allerdings stellt die Speise im Prinzip immer ein süßes Hefeteigbrot dar, das mit verschiedenen Zutaten erweitert werden kann. So ist zum Beispiel der Folar von Chaves mit Fleisch gefüllt.
Folar wird gebräuchlich jährlich vom Patenonkel beziehungsweise Patentante an das Patenkind zu Ostern überreicht. Erst wenn das Patenkind heiratet, werden sie von dieser Pflicht befreit. Wenn das Patenkind allerdings am Tag nach der Hochzeit zu seinen Paten geht und ihnen ein Stück Kuchen mitbringt, müssen die Paten dem Patenkind ein letztes Mal beim nächsten Osteressen einen Folar schenken. Im Laufe der Zeit hat sich die Bedeutung des Wortes „Folar“ von der ursprünglichen Bezeichnung des traditionellen Osterkuchens zur Bezeichnung des Geschenkes, das die Patenkinder erhalten, verändert. So muss ein Folar als Geschenk an das Patenkind kein Kuchen mehr sein. 
Die Grundzutaten sind Zucker, Mehl, Backhefe und Eier. Zunächst wird eine Schüssel mit Mehl gefüllt, in der die Hefe zerstückelt hinzugefügt wird. Danach drückt man eine Mulde in das Mehl, in die die Eier und der Zucker gegeben werden. Das Gemisch wird dann gut gerührt und zu einer Kugel geformt. An einem warmen Ort wird der Teig dann zugedeckt aufgehen. Danach kann man das Brot noch mit Eigelb bestreichen und verzieren.